# Belátásos tanulás
A belátásos tanulás fogalmát először a behavioristák használták. Már Edward Lee Thorndike is feltételezte, hogy a tanulás próba-szerencse folyamat, és a jutalom egy adott viselkedésre megerősíti, ennek hiánya pedig gyengíti. A behavioristák által bevezetett eljárások mesterségesek, A Gestalt pszichológia egyik képviselője Wolfgang Köhler szerint ezek az elrendezések viszont megakadályozzák azt, hogy az állatok „felfogadhatják“ a helyzetet. Köhler véleménye szerint a hétköznapi életben a tanulás rendszerint más körülmények között megy végbe, ezért célszerűbb az állatokat olyan feladatok elé tenni, amelyek reprezentálják az élőlények természetes problémahelyzetét.

## Az alaklélektan
A Gestalt-pszichológia, magyarul alaklélektan a német pszichológiában a 20. Század elején létrejött irányzat, melynek alapgondolata, hogy az egész mindig több a részek puszta összegénél, illetve az egész a részekhez képest elsődleges.
A Gestalt-pszichológusok elképzelése szerint ahhoz, hogy az élőlény valamilyen problémahelyzetet meg tudjon oldani, szükség van arra, hogy átlátja a vizuális környezet összességét, és ezáltal az ingermezőt átstrukturálja. Az átstrukturáláskor az élőlény viselkedése viszonylag hirtelen megváltozik, és azt a jelenséget, amelyben rájön a problémamegoldásra, aha-élménynek nevezzük. A belátás fogalma az ingermező át-szerveződése, a probléma releváns ingereinek kiemelkedése, a cél és a hozzávezető út átlátása, felismerését tartalmazza, a belátás közvetítésével módosuló viselkedést pedig belátásos tanulásnak nevezzük. 
A belátás hirtelen következik be, amikor a nyílt viselkedések próbálkozások abbamaradtak és egy mentális próbaszerencse folyamat révén jut a megoldáshoz. Ezáltal a megoldás először mentális és csak utána jelenik meg a nyílt viselkedésben. Továbbá a belátásos tanulás független a megerősítéstől, az így megoldott problémákra tovább emlékszünk és képesek vagyunk ezt a tudásunkat más hasonló problémára is alkalmazni.

## Kísérletek
A belátásos tanulás ma már klasszikusnak számító vizsgálati helyzete a kerülőút-probléma, mely elrendezésében az állat jól láthatja a célt, de az közvetlen megközelítéssel nem érhető el, hanem szükséges, hogy az élőlény átlátja a szituációt és a belátása annak, hogy a megoldás nem kizárólag a célra irányuló akcióval érhető el. Köhler számos állatfajt vizsgálta e helyzetben, eredményként a vizsgált emlősök (majmok, kutyák) mind sikeresek voltak, a madarak (csirkék) azonban nem.
A belátásos tanulás máig legismertebb példái Köhler majom kísérletei. A Gestalt pszichológus a majmokat olyan probléma-helyzetbe rendezte, amelyben valamilyen eszközt kellett használniuk a cél eléréséhez.
Egy Szultán nevű majomnak az volt a feladata, hogy a ketrecén kívülre helyezett banánokat begyűjtse. Saját végtagjai és a ketrecben elhelyezett rudak sem voltak elég hosszúak, hogy eléri a banánt. A majom eleinte még azzal próbálkozott, hogy egyetlen rúddal érje el a célját. Több sikertelen próbálkozás után, Szultán felfedezte, hogy ha vékonyabb rudat a vastagabba illeszti egy hosszabb botot hozhat létre, amellyel már eléri a gyümölcsöt.
Egy másik helyzetben Szultánnak egy a plafonra felfüggesztett banánt kellett elérnie. A vizsgálati szobában több karton is volt a földön. A majom viszonylag gyorsan rájött, hogy a dobozokat egymásra rakva és ezekre rámászva eléri a célját, a banánt.